# Boßdorf
Boßdorf ist eine Ortschaft von Lutherstadt Wittenberg in Sachsen-Anhalt. Sie umfasst die Ortsteile Boßdorf, Assau, Kerzendorf und Weddin.

## Geografie
Boßdorf liegt 10 Kilometer südlich von Niemegk und 14 Kilometer nördlich des Stadtzentrums von Lutherstadt Wittenberg im Naturpark Fläming an der Landesgrenze zu Brandenburg. Nachbargemeinden im dortigen Landkreis Potsdam-Mittelmark sind Rabenstein/Fläming und Treuenbrietzen.

## Geschichte
Um 1515 wurde Boßdorf zusammen mit dem benachbarten Assau zu einer Exklave im Kurkreis des Kurfürstentums Sachsen, da es zu dieser Zeit zum Zaucheschen Kreis in der Kurmark der Mark Brandenburg gelangte.
Boßdorf gehörte ursprünglich zum Landkreis Zauch-Belzig (bis 1947 preußische Provinz Brandenburg, 1947 bis 1950 Land Brandenburg). 1950 wurde die Gemeinde dem Kreis Wittenberg im Land Sachsen-Anhalt zugeordnet (ab 1952 Bezirk Halle, ab 1990 wieder Land Sachsen-Anhalt).
Am 1. Januar 2010 wurde die bis dahin selbstständige Gemeinde Boßdorf zusammen mit den Gemeinden Straach und Kropstädt nach Lutherstadt Wittenberg eingemeindet. Ortsteile der ehemaligen Gemeinde waren Assau, Kerzendorf und Weddin.

## Religion
Die Kirchengemeinde Boßdorf gehört zum Pfarrbereich Niemegk des Kirchenkreises Mittelmark-Brandenburg der Evangelischen Kirche Berlin-Brandenburg-schlesische Oberlausitz, die Kirchengemeinden Kerzendorf und Weddin hingegen zum Pfarrbereich Dobien des Kirchenkreises Wittenberg der Evangelischen Kirche in Mitteldeutschland. Ebenso gehören Boßdorf und Assau zum Erzbistum Berlin (Pfarrei Belzig), Kerzendorf und Weddin hingegen zum Bistum Magdeburg (Pfarrei Wittenberg).

## Verkehr
Boßdorf liegt an der Landesstraße L 123 zwischen Straach und Kropstädt. Zur Bundesstraße 2, die Berlin und Lutherstadt Wittenberg verbindet, in Kropstädt sind es in östlicher Richtung 6 km.
Der Fernradweg Tour Brandenburg führt durch Boßdorf.

## Persönlichkeiten
- Werner Mahler (* 1950), Fotograf, in Boßdorf geboren